# 廖珊
廖珊（1471年—？年），字邦重，湖广衡州府衡陽縣人，明朝政治人物。弘治辛酉湖廣鄉試解元，正德戊辰進士。官至行人司司副。

## 生平
治《詩經》，由國子生中式辛酉科（1501年）湖廣鄉試第一名舉人，年三十八歲中式正德三年（1508年）戊辰科會試第二百二十六名，第三甲第八十九名進士。初授行人司行人，升司副，丁忧归乡。十年四月官员考察，以不謹冠帶閑住。

## 家族
曾祖廖嗣華。祖父廖志英。父廖添祉。母曾氏；继母张氏、胡氏。具庆下，行一，弟珙、瑜、瑗。